# Sainte Onenne
Vous lisez un « bon article » labellisé en 2015.
Sainte Onenne est une sainte bretonne locale dont le culte n'existe qu'à Tréhorenteuc. L'église de la commune porte en partie son nom. D'abord rattachée à l'image d'une « sainte celtique », son culte a été associé aux symboles de la femme-cygne ou de la déesse-oiseau proche de la déesse Ana, d'où son lien avec les canes et les oies, des oiseaux qui ont conservé une place importante dans son hagiographie. Bien qu'elle aurait vécu au VIIe siècle, sa première mention écrite remonte au XIe siècle. Avec le temps, l'expurgation des éléments originels rapproche son culte de celui de la Vierge Marie associé à la grâce et à la pureté.
Son hagiographie, détaillée et transcrite du XVIIIe au XXe siècle, veut qu'elle soit la plus jeune des sœurs de saint Judicaël. Elle fait vœu de pauvreté puis mène une vie humble et pieuse de gardienne d'oies, recevant des faveurs de la Vierge et échappant à un viol grâce à la protection de ces oiseaux. Sainte Onenne n'est pas connue pour avoir accompli de miracles, mais cette figure de l'humilité gagne une certaine popularité, attirant de nombreux pèlerins à Tréhorenteuc au XIXe siècle. Elle se fêtait originellement deux fois par an, le 30 avril et le 1er octobre. L'abbé Henri Gillard est également à l'origine d'une procession, qui n'a pas toujours été suivie. Avec l'aide de l'Association de sauvegarde de ses œuvres et sous l'impulsion de l'abbé Jérôme Lebel, depuis 2018, une procession a repris entre l'église et la fontaine Sainte-Onenne précédée par des oies à la date du 29 septembre.

## Étymologie
Sainte Onenne est une figure celtique christianisée. Elle est également connue sous les noms de Onenna, Onenn, Onène et Ouenne. Philippe Walter rapproche son nom, avec la finale « ene/ane », de celui de la grande déesse Ana (ou Dana) et du canard (ane ou ene, en ancien français), rappelant son lien avec les oies. En raison de son culte très localisé, elle est également connue sous le nom de « sainte Onenne de Tréhorenteuc ». En breton, elle se nomme Onenn, et Onennus en latin. Jean Markale, dont les idées ont depuis été largement contredites dans le monde universitaire, rapprochait son nom d'origine celtique de celui du « frêne ».

## Origines et mentions
L'hagiographie de sainte Onenne est très clairement d'origine celtique. Elle constitue même, selon Philippe Walter, le cas le plus intéressant de « sainte celtique ». Il la rapproche du mythe de l’inviolabilité de la vierge divine et d’autres saintes en rapport avec les oiseaux et l’eau, deux thèmes très présents dans la mythologie celtique, que l'on retrouve par exemple dans la légende de la fée Viviane. Bernard Robreau y voit l'une des rares émanations du mythe celtique de la femme-cygne en Bretagne. Ce mythe met en scène des femmes d’origine royale qui, menacées de viol, se transforment en oiseau (cane, oie ou cygne) pour sauver leur virginité. Toutes sont à rapprocher de la déesse Ana, de la symbolique de l’eau et du culte des fontaines. Il note que les oies ont toujours été associées à Onenne. Le clergé a conservé cette trace de son identité originelle en la transformant en gardienne d'oies, pour ensuite la rattacher au culte de la Vierge Marie.
La plus ancienne mention connue de sainte Onenne remonte au XIe siècle et figure dans le Chronicon Briocense, qui donne les noms des dix-neuf frères et sœurs de Judicaël, sans s'attarder sur leur hagiographie ni leur sainteté. Il en est de même dans la Vita Winnoc, au siècle suivant. Le caractère saint d'Onenne est par contre reconnu par l'historien et hagiographe Pierre Le Baud, qui cite « Saincte Onenne » en 1538. Albert le Grand la cite en 1637 dans sa Vie des Saints, parmi les enfants de Judhaël et Pritelle, sous le nom d’« Ouenne ».

## Hagiographie
Les données hagiographiques concernant sainte Onenne proviennent de deux sources : la tradition orale chrétienne de Tréhorenteuc collectée à la fin du XIXe siècle, et un manuscrit disparu daté du XVIIIe siècle, qui a servi de source à Sigismond Ropartz. En 1943, l'abbé Gillard réalise une synthèse de ces deux sources, et inclut de nouveaux éléments.

### Onenne défendue par les canes
Cette légende est la plus ancienne. Elle provient d'un manuscrit du XVIIIe siècle transcrit par l’abbé Piederrière, recteur de Saint-Léry, en 1863.
Elle présente Onenne comme la sœur de saint Judicaël et de sainte Urielle, fille de Judaël roi de Domnonée, et de Pritelle. Elle naît à Gaël et à l'âge de dix ans, quitte le château royal à l’insu de ses parents. En chemin, elle échange ses habits de princesse contre ceux d’une pauvresse de la lande bretonne, afin de ne pas être reconnue. En arrivant près de Tréhorenteuc, elle s'installe dans des ruines près d'une fontaine et en fait son ermitage. En sortant dans la campagne voisine, elle croise un jeune seigneur qui tente de l'enlever pour abuser d'elle et l’épouser. Onenne crie. Les canes (ou, selon les versions, les oies) qui se trouvent près d'elle en font autant et alertent des soldats et des paysans aux alentours, qui viennent la délivrer,. Cette légende est citée, et peut-être remaniée aussi, par Jean Markale.

### Onenne embrassée par la Vierge
Tout à coup, ô miracle ! deux anges, qui semblèrent descendre du ciel, prirent l'enfant par les bras et la soulevèrent de façon à lui permettre de recevoir un baiser des lèvres de la Sainte Vierge.
Cette version provient d'un conte oral collecté par Adolphe Orain. D'après l'Encyclopédie de Brocéliande, elle est plus christianisée que la précédente. La dévotion d’Onenne envers la Vierge devient le cœur de l’intrigue, l’agression sexuelle et le rôle protecteur des oies/canes en disparaissent : elle semble provenir d'une volonté délibérée de rattacher le culte de sainte Onenne à celui de la Vierge au XVIIe siècle, époque où la paroisse de Tréhorenteuc est placée sous l'autorité de l'abbaye Notre-Dame de Paimpont. Sainte Onenne y perd tout caractère celtique pour devenir une dévote de la Vierge.
D'après cette tradition orale, Onenne est la fille du roi de Bretagne Hoël III (roi légendaire assimilé à Judaël). Un ermite lui révèle très tôt que son existence sur terre sera courte. La princesse fait vœu d'employer son temps à mériter le Ciel. Elle s'enfuit du château parental et, en chemin, échange ses habits contre des guenilles. Elle arrive au château de Tréhorenteuc au soir tombé et, menacée par des loups, demande l'hospitalité. Le lendemain, elle y est engagée comme gardienne d'oies. Elle prend l'habitude de cueillir des roses dans le jardin de la châtelaine pour les offrir à la Vierge Marie. La noble cherchant à connaître les raisons de la disparition de ses fleurs, elle suit sainte Onenne jusqu'à l'église, d'où elle aperçoit deux anges soulever cette humble enfant jusqu'à un portrait de la Vierge, dont elle reçoit un baiser. La châtelaine demande finalement son identité à cette enfant si pieuse, et Onenne finit par retourner dans son château parental. Ses parents sont très heureux de la revoir, elle emploie désormais son temps à secourir le pays. Encore jeune, elle tombe gravement malade et meurt, sûre de rejoindre la Vierge dans l'au-delà.

### Synthèse d'Henri Gillard
En juin 1943, l'abbé Henri Gillard publie une Notice sur sainte Onenne constituant la synthèse des deux sources précédentes avec quelques éléments nouveaux : sa version diffère de la précédente à partir du moment où Onenne revient à la cour du château de Gaël. Elle a la particularité de mieux ancrer la vie de sainte Onenne dans la toponymie locale. Selon lui, Onenne serait la plus jeune des 22 enfants du couple royal formé par Judaël et Pritelle. Née vers l'an 604, elle mène une vie simple et pieuse, passant beaucoup de temps en prière et à soigner les malades ou à distribuer des aumônes. À l'âge de 12 ans, elle prononce ses vœux devant saint Elocan à l'ermitage de Saint-Léry. Le saint la bénit et assure Pritelle de la sainteté de sa fille. Onenne part vivre à Tréhorenteuc dans le château des Mazeries (ou château de Sainte-Onenne, manoir de la Roche), offrant tous ses biens aux pauvres et passant son temps en prière. Vers 26 ans, en revenant de Brambily (près de Mauron), elle est attaquée par un groupe de jeunes qui tuent ses compagnes, l'un d'eux tentant d'abuser d'elle. Onenne se défend. Des canes sauvages qui volent dans le ciel alertent une troupe de soldats qui vient à son secours. Quelques mois plus tard, Onenne meurt des conséquences de son agression (hydropisie avant ses trente ans ou à l'âge de 30 ans), vers 630. Son corps est déposé dans l’église de Tréhorenteuc.

## Historicité
- Il existe 4 versions de la légende de sainte Onenne, la plus ancienne datant du XVIIIe siècle[20].

Le caractère légendaire de sainte Onenne ne fait presque aucun doute. Philippe Walter considère que la sainte est un avatar de la déesse Ana,. Jean Markale n'a « jamais cru une seule seconde à la réalité historique de cette sainte Onenne, dont le nom signifie « frêne » et qui est une christianisation d'un culte des arbres de la tradition celtique populaire ». Il ajoute que « L'abbé Gillard n'y croyait pas », lui non plus, même s'il fera consacrer une partie importante des aménagements de sa nouvelle église du village au culte de la sainte.
Quatre siècles s'écoulent entre l'existence supposée d'Onenne et sa première mention écrite au XIe siècle, comme sœur de Judicaël, et selon laquelle elle n'a aucun caractère de sainteté. Il est possible qu'un culte dédié à Onenne existe dès cette époque à Tréhorenteuc : la rattacher à Judicaël permet à la fois de lui donner une légitimité chrétienne, et de l’associer à l’abbaye bénédictine de Saint-Méen, fondée par Judicaël.

## Culte

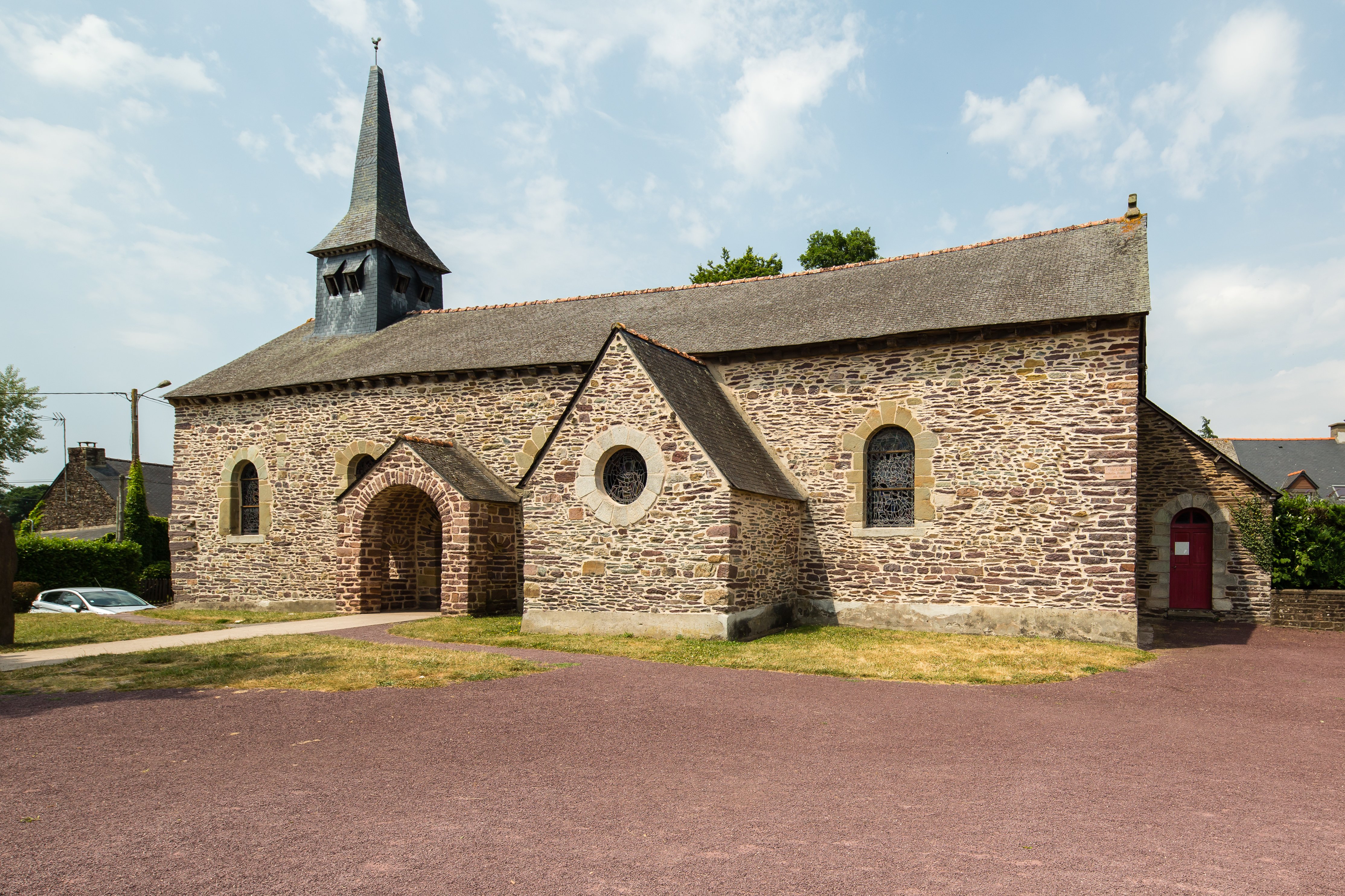
L'église Sainte-Eutrope Sainte-Onenne.

Le culte de sainte Onenne pourrait avoir pris naissance avec la création d'un édifice religieux chrétien à Tréhorenteuc au VIIe siècle, dont le but est alors de concurrencer un « centre druidique ». À ce titre, Onenne est représentative de l'époque charnière où le paganisme bascule vers le christianisme. Un tombeau lui est longtemps dédié dans l'église de Tréhorenteuc, comportant aussi trois statues de cette sainte. Le tombeau de sainte Onenne aurait attiré beaucoup de pèlerins dans l'église au XIXe siècle, comme l'atteste Sigismond Ropartz, qui le visite en 1861. Il est déplacé en 1914, puis en 1927, avant d'être définitivement supprimé en 1943 : seule une plaque de marbre dans l'église rappelle que sainte Onenne y a été enterrée. Il ne reste plus trace du lieu de culte originel. L'église tombant en ruines au début du XXe siècle a été presque entièrement reconstruite et restaurée par l'abbé Henri Gillard, après la Seconde Guerre mondiale.
Le culte de sainte Onenne semble avoir été volontairement confondu avec celui de saint Eutrope à partir du XVe siècle, d'où leur célébration le même jour, le 30 avril (une date citée par le chanoine Garaby en 1839), et la croyance selon laquelle sainte Onenne guérirait de l'hydropisie (ce pouvoir n'est pas mentionné dans son hagiographie). Une autre date de célébration est donnée en 1836, le 1er octobre, jour où se fêterait également la sœur d'Onenne sainte Eurielle. À partir du XVIIe siècle, son culte est rattaché à celui de la Vierge Marie. Henri Gillard renforce cette association en déplaçant la procession de sainte Onenne à la date du 15 août, jour du pardon de Notre-Dame. Aucun miracle n'est attribué à sainte Onenne.

### Fontaine Sainte-Onenne
La fontaine Sainte-Onenne, près du bourg de Tréhorenteuc, est une source profondément encaissée, aménagée d'une niche décorée d’une statuette de la Vierge, avec une croix de granit au sommet. Au XIXe siècle, des processions se déroulent entre l'église de Tréhorenteuc et cette fontaine, souvent avec la présence d'oies et de canes, mais pas toujours : de nombreux rituels de guérison y sont recensés, consistant à faire tomber de l'eau sur les paupières des enfants malades et à mouiller la chemise des fiévreux. Les femmes peuvent espérer y guérir de l'hydropisie, mais dans les faits, il semblerait que certaines se soient présentées simplement enceintes : la gisante qui se trouvait dans le chœur de l'église de Tréhorenteuc aurait d'ailleurs présenté un ventre plutôt rond. Les paroissiens prennent aussi la bannière de sainte Onenne pour partir en procession.
Cette fontaine devient l'unique lieu de culte de sainte Onenne après 1943. Les processions n'ont pas lieu de façon continue : Jean Markale rapporte avoir été témoin de cet événement le 5 avril 1957 avec la présence des oies, mais la tradition s'est interrompue, avant de renaître dans les années 1990 sous l'impulsion de l’Association de sauvegarde des œuvres de l’abbé Gillard.

### Château Sainte-Onenne
Onenne est réputée pour s'être installée dans un château de Tréhorenteuc, près de la fontaine Sainte-Onenne. La tradition populaire situe les ruines de ce château au lieu-dit les Mazeries. La première attestation connue de ce château figure dans le dictionnaire de Jean-Baptiste Ogée (1780). Les ruines supposées de ce château sont décrites en 1843 par l’abbé Oresve puis par Sigismond Ropartz, qui précise en 1861 que « tout le monde vous dira que c'est là l'emplacement de la maison de Sainte Onenne ». Des fouilles réalisées en 1927 concluent que les ruines sont datées de l'époque gallo-romaine et que l'établissement était probablement dédié à la métallurgie. L'abbé Le Claire estime que ces ruines auraient pu constituer l'ermitage de la sainte, aussi, le 18 avril 1927, une plaque y est apposée avec le message « Ici fut le château de Sainte Onenne, princesse de Bretagne, VIIe siècle ». Huit jours plus tard, la plaque est retrouvée attachée à la queue d'un chien errant dans les rues de Tréhorenteuc.
L’abbé Gillard rapproche le château de sainte Onenne du château de la Roche cité dans le Lancelot-Graal, ce qui lui permet de relier la légende de sainte Onenne et la quête du Graal. Une autre tradition, attestée par une source unique, nomme ces ruines le « château de Saint-Bouquet » et assure que « de son château saint Bouquet pouvait, tous les matins, saluer sainte Onène qui était, pour lui un grand sujet d’édification. Saint Bouquet guérit les morsures faites par les chiens enragés ».

## Représentations
Les seules représentations connues de sainte Onenne figurent sur six vitraux de l’église Sainte-Eutrope Sainte-Onenne de Tréhorenteuc, et parmi les possessions de cette même église. Une statue de bois la représente dans le chœur. Sur l'un des vitraux, elle échange ses habits avec une pauvresse. Un autre vitrail la montre sauvée par ses oies. Une bannière, propriété de Tréhorenteuc et « classée au titre objet » à l'inventaire des monuments historiques depuis le 20 juin 1929, représente sainte Onenne et saint Eutrope agenouillés près de la Vierge à l'enfant, sur fond de fleurs de lys, avec une cane blanche et trois canetons. La tradition locale veut qu'elle ait été offerte par Anne de Bretagne, mais l'objet date du XVIIe siècle. Il semble que cette bannière ait été offerte à Tréhorenteuc dans le but de christianiser la procession de sainte Onenne, en la plaçant sous le patronage de la Vierge. Cette bannière est restaurée en 1994, à l'initiative de l'association de sauvegarde des œuvres de l'abbé Gillard.
Sainte Onenne est représentée en statue à La vallée des Saints à Carnoët, par le sculpteur Seenu[réf. nécessaire].

### Note
1. ↑  L'abbé Gillard fut recteur de Tréhorenteuc de 1942 à 1962.